# Serengeti (Automarke)
Serengeti war eine deutsche Automarke.

## Unternehmensgeschichte
Das Unternehmen Haag Plasticbau aus Gerlingen begann 1970 mit der Produktion von Automobilen. Der Markenname lautete Serengeti. Die Produktion lief bis mindestens 1972.

## Fahrzeuge
Das einzige Modell war ein VW-Buggy. Die Karosserie bestand aus Kunststoff. Auffallend war eine besonders hohe Gürtellinie und eine aufschwenkbare Fronthaube. Das Reserverad befand sich außen am Heck. Basis des Fahrzeugs war das um 36 cm gekürzte Fahrgestell des VW Käfers. Für den Antrieb sorgte der Vierzylinder-Boxermotor mit 40 PS Leistung. Die Neupreise betrugen 4007 DM für den Bausatz und 6438 DM für das Komplettfahrzeug.